# Percy E. Lambert

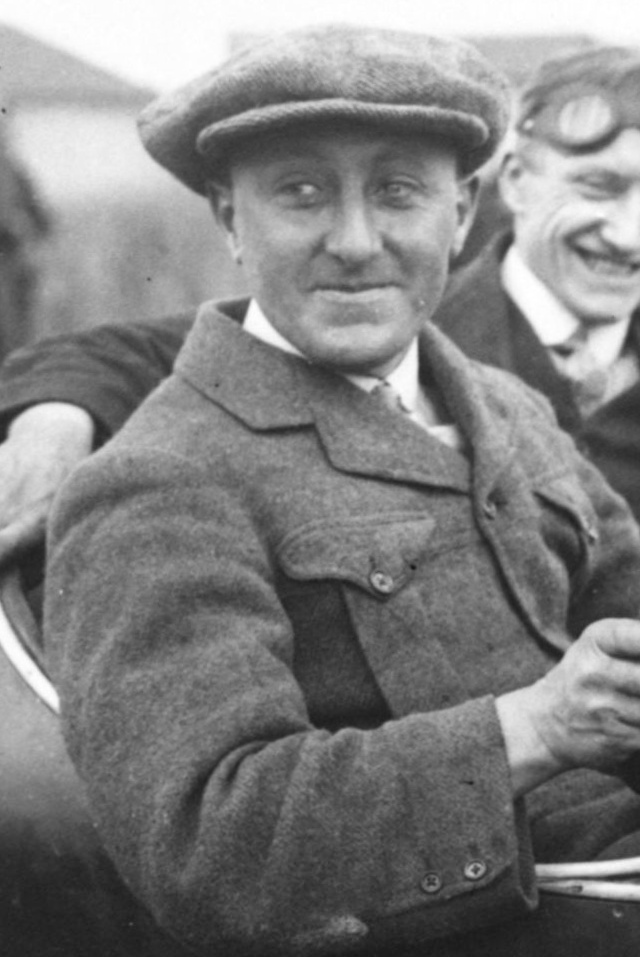
Percy Lambert mit Beifahrer beim Großen Preis von Frankreich 1912

Percy Edgar Lambert (* 1881; † 31. Oktober 1913 in Weybridge), genannt Pearly Lambert, war ein britischer Automobilpionier und -rennfahrer. Er gilt als der erste Mensch, der in einem Automobil die Strecke von 100 Meilen (etwa 160 Kilometer) unter einer Stunde zurücklegte und damit einen Geschwindigkeitsrekord aufstellte.

## Leben
Percy E. Lambert wurde 1881 als Sohn von Charles und Sarah Lambert geboren. Er besuchte ab 1892 die Westminster City School und lebte zwischen 1893 und 1898 in der Gegend von Westminster. Später arbeitete er mit seinem älteren Bruder Harold Charles Lambert im Automobilhandel. Sie verkauften in Westminster Wagen von Austin und später Singer.
Percy begann 1910 im Alter von 29 Jahren mit Autorennen und Rekordfahrten auf der Rennstrecke von Brooklands. Er fuhr zunächst einen stromlinienförmigen Austin namens „Pearly III“, auf den Gerüchten zufolge auch sein Spitzname „Pearly Lambert“ basierte. Dies ist jedoch unwahrscheinlich, da Lambert bereits zu Schulzeiten wegen seiner perlweißen Zähne (engl. „pearly white teeth“) so genannt wurde.
In seiner kurzen Karriere wurde er ein populärer Fahrer: Lambert nahm an zahlreichen nationalen und internationalen Autorennen teil. Weiter nutzte er die Rennstrecke von Brooklands für verschiedene Rekordversuche. Lambert bewegte eine Reihe von Fahrzeugen, darunter Austin, Singer, Talbot und Vauxhall. Neben den Autorennen betätigte sich Lambert auch im Wintersport.
Motiviert durch die Erfolge im Motorsport entschieden sich die Brüder Percy und Harold für den Einstieg in die Fahrzeugfertigung und gründeten 1913 gemeinsam die Firma Lambert-Herbert Light Car. Ihr erstes und vermutlich einziges Modell war ein 10HP 4 Zylinder, der für £ 225 verkauft wurde.

## Autorennen und Rekorde

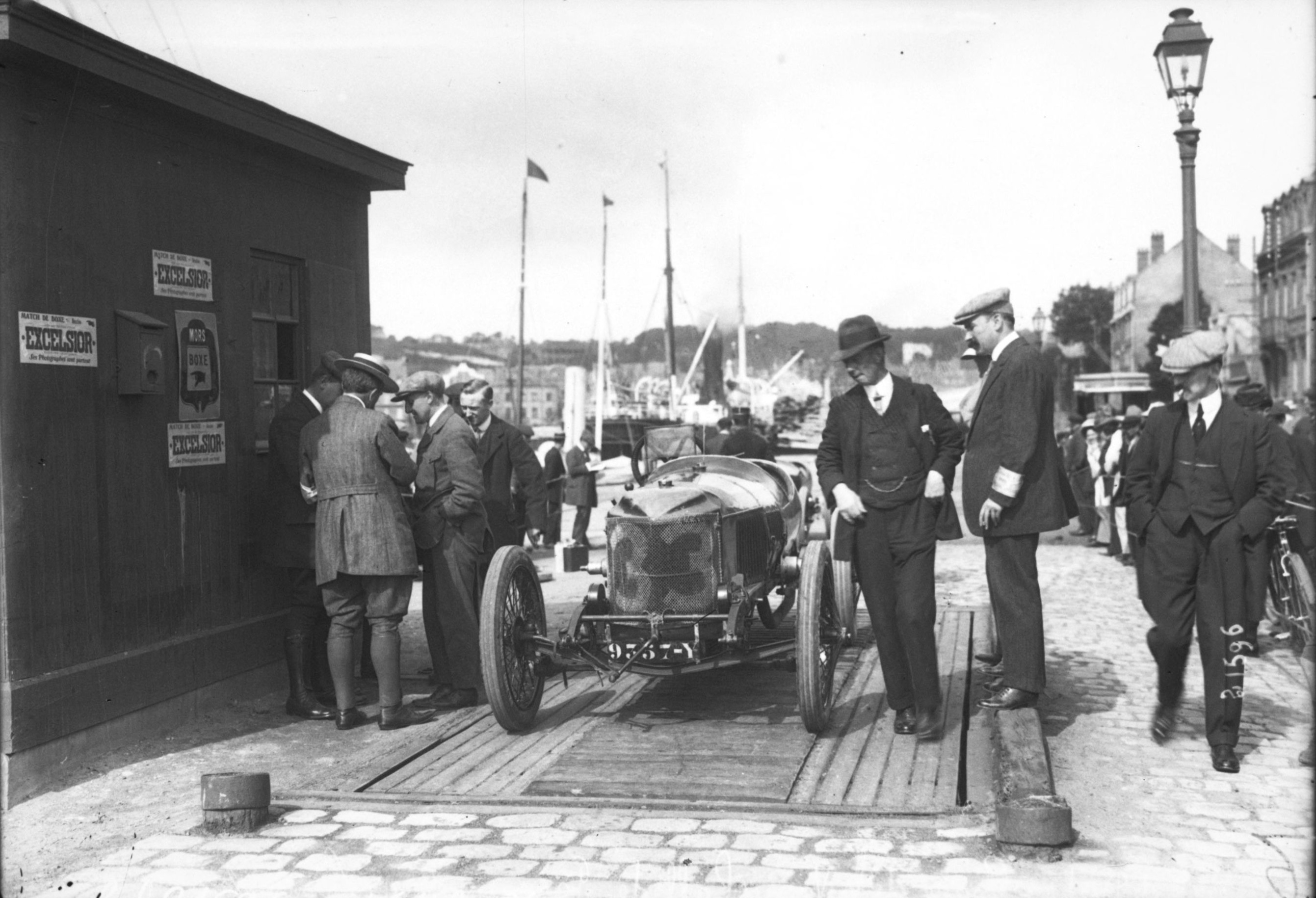
Percy Lambert (links stehend mit Schiebermütze) bei den Vorbereitungen zum Großen Preis von Frankreich 1912

Lambert nahm an zahlreichen nationalen und internationalen Wettbewerben teil und gewann insgesamt sieben Rennen. In sechs weiteren Rennen erreichte er vordere Platzierungen.
Lambert war der erste Mensch, der mit einem Automobil die Strecke von 100 Meilen in einer Zeit von unter einer Stunde zurücklegte. Der Rekord wurde am 15. Februar 1913 mit einem Talbot auf der Rennstrecke von Brooklands (Weybridge, Surrey) aufgestellt. Lambert schaffte in einer Stunde 38 Runden auf dem Ovalkurs von Brooklands, was einer Distanz von insgesamt 103 Meilen und 1470 Yards entsprach.
Für die Rekordfahrt wurden umfangreiche Vorkehrungen getroffen. Unter anderem wurden erstmals große Holztafeln benutzt, um den Fahrer während der Fahrt mit Informationen zu versorgen.
Nach der Rekordfahrt gab Lambert an, dass er die Hälfte der Fahrt damit verbracht habe, nicht vom Fahrersitz geworfen zu werden.
Percy Lamberts Rekord von 1913 war eine Sensation und ein großer öffentlicher Coup für die Firma Talbot: Während bisherige Rekordfahrten in Spezialfahrzeugen mit riesigen Motoren von 10 Litern Hubraum und mehr erzielt wurden, war der Talbot von Lambert mit einem gewöhnlichen Fahrgestell und einem vergleichsweise kleinen Motor von nur 4,5 Litern Hubraum ausgestattet. Die leichte Konstruktion und die stromlinienförmige Karosserie ermöglichten die hohen Geschwindigkeiten.
Ein Film, der am Tag des Rekordversuchs gedreht wurde, ist im Museum von Brooklands erhalten und gilt heute als eine der ältesten bewegten Aufnahmen der Rennstrecke.

## Tod

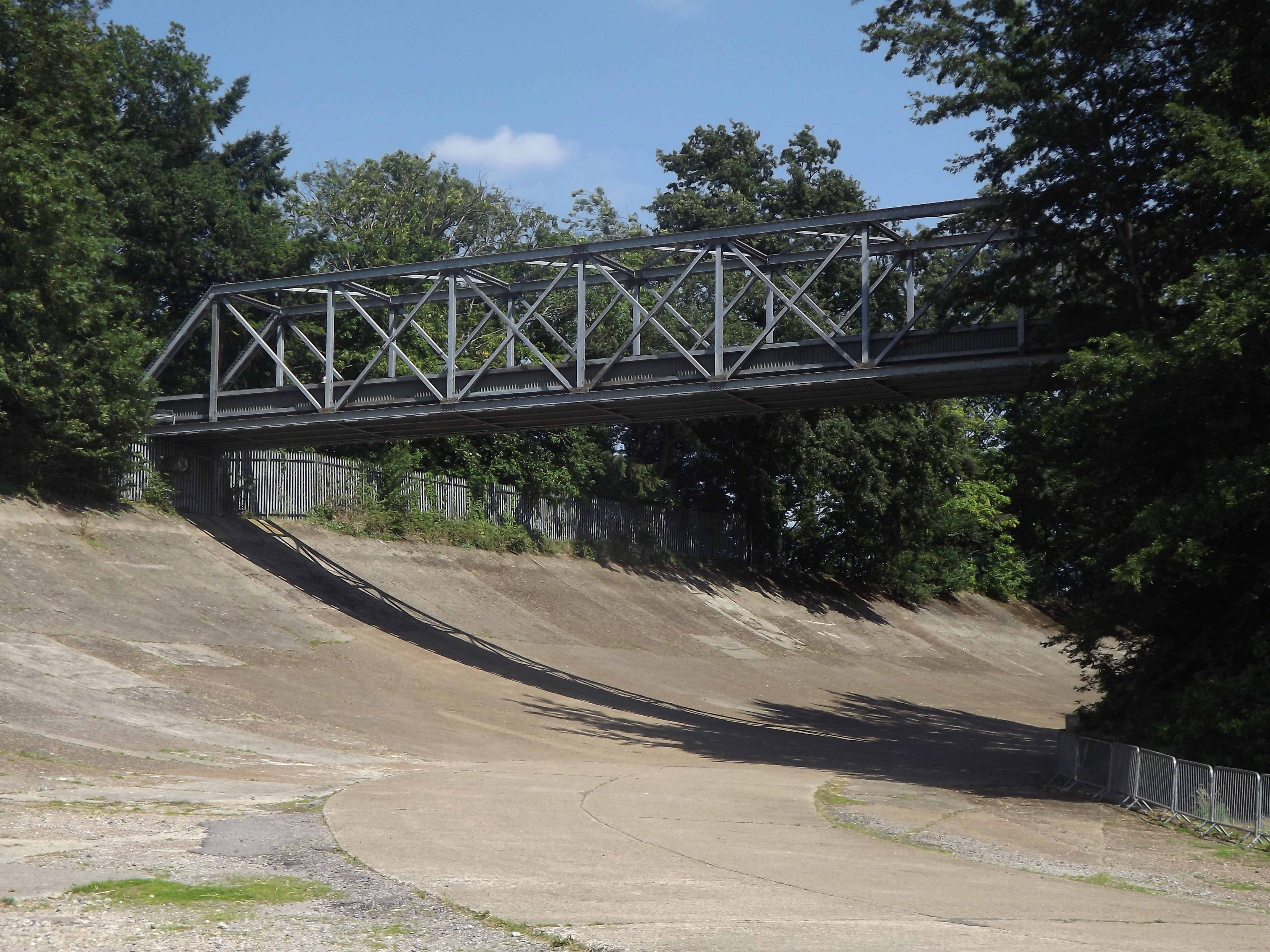
Steilkurve „Members Banking“ mit Brücke

Nicht lange nach Lamberts Erfolg brach der französische Automobilpionier und -rennfahrer Jules Goux den Talbot-Rekord auf einem 7,5-Liter-Peugeot.
Percy war sich der Gefahren der Rekordfahrten bewusst und versprach seiner Verlobten, dass er seine Rennkarriere nach „einem letzten Versuch“ endgültig aufgeben werde. Unterstützt wurde er bei der Rekordfahrt wie immer von seinem Bruder Harold. Die letzte Rekordversuch wurde am 31. Oktober 1913, zwei Wochen vor der geplanten Hochzeit, unternommen.
Zunächst erreichte Lambert mit seinem Talbot eine Durchschnittsgeschwindigkeit von über 110 Meilen pro Stunde, was einen neuen Rekord bedeutet hätte. In der 21. Runde platzte einer der Hinterreifen, woraufhin Lambert in der Steilkurve des Streckenabschnitts „Members Banking“ die Kontrolle über das Fahrzeug verlor. Der Wagen überschlug sich, der Fahrer wurde herausgeschleudert.
Lambert zog sich schwere Kopfverletzungen zu und starb auf dem Weg zum Weybridge Cottage Krankenhaus.

## Beerdigung und Nachleben

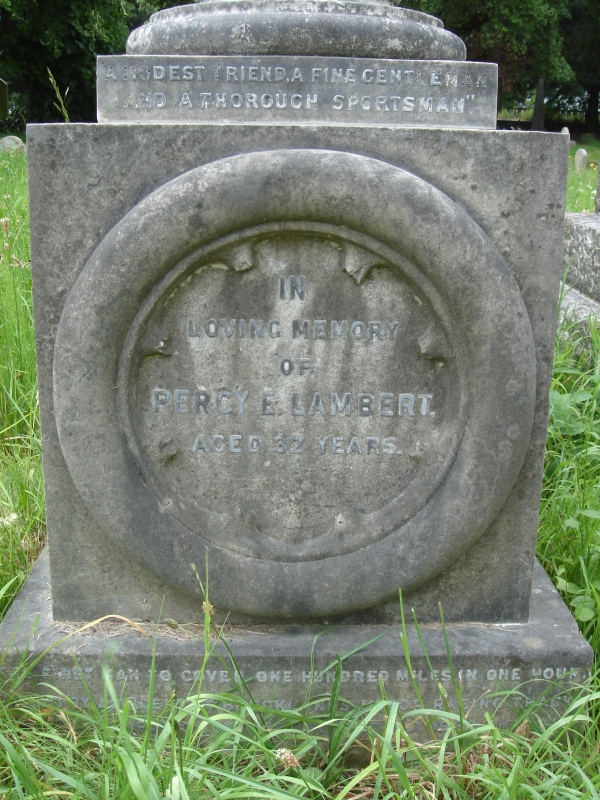
Grabstein, Brompton Cemetery, London

Der tragische Tod von Lambert, der es durch seine Rekordfahrten zu großer Bekanntheit gebracht hatte, erregte weltweites Aufsehen. An der Trauerfeier in St Peters, Eaton Square nahmen zahlreiche Menschen teil. Das Begräbnis erfolgte auf dem Brompton Cemetery in der Old Brompton Road in London.
Lambert wurde in Anlehnung an seine Rekordwagen in einem stromlinienförmigen Sarg beigesetzt.
Die Inschrift auf dem Grabstein lautet:

„A modest friend, a fine gentleman and a thorough sportsman. The first man to cover 100 miles in one hour. Killed by accident at Brooklands Motor Racing Track whilst attempting further records.“

„Ein bescheidener Freund, ein feiner Gentleman und ein gründlicher Sportler. Der erste Mann, der 100 Meilen in einer Stunde zurücklegte. Umgekommen bei einem Unfall auf der Rennstrecke von Brooklands während des Versuchs, weitere Rekorde aufzustellen.“

Legenden zufolge sucht der Geist von Percy Lambert bis heute die mittlerweile stillgelegte Rennstrecke von Brooklands heim. Eine gespensterhafte Gestalt in einem alten Rennanzug soll sich rund um das Clubhaus, welches sich in der Nähe des Unfallortes befindet, regelmäßig mit anderen Geistern zeigen.
Die Geistergeschichten inspirierte den britischen Autor Mark Richardson zu dem Roman „The Ghost at Brooklands Museum“, der 2016 veröffentlicht wurde.